# 邁尼夫卡
50°39′19″N 31°28′29″E / 50.65528°N 31.47472°E
邁尼夫卡（烏克蘭語：Майнівка），是烏克蘭北部的村莊，隸屬切爾尼希夫州的尼任區。該村始建於1850年，面積0.44平方公里，海拔高度133米，2006年人口64，人口密度每平方公里147.1人。